# George Grigore
George Grigore (Grindu, Romania 1958) és un escriptor romanès, assagista, traductor, catedràtic i investigador en estudis mig orientals.

## Biografia
George Grigore va néixer en Grindu (un llogaret situat en el sud-est de Romania) el 1958. Va graduar la Facultat de Llengües i Literatures Estrangeres, Universitat de Bucarest, el 1983 i va assolir el títol de doctor per la mateixa universitat el 1997, amb una tesi sobre la problemàtica de la traducció al romanès de l'Alcorà. El 2000, com a editor-traductor, va iniciar la col·lecció "Bibliotheca Islamica" de la Casa Editorial Kriterion, on va publicar, entre d'altres, traduccions pròpies d'obres cabdals de la cultura islàmica. La seva traducció de l'Alcorà porta nombroses edicions, incloent l'edició bilingüe publicada a Istanbul (2003).
Des de 2001, George Grigore ha estat editor adjunt de "Romàno-Arabica", la revista acadèmica publicada pel Centre d'Estudis Àrabs de la Universitat de Bucarest.
George Grigore ha publicat també traduccions a l'àrab d'obres literàries romaneses com "Matca" (El Motlle) del dramaturg romanès Marin Sorescu (al-Mağrā, Bagdad) i "Tirania visului" (La Tirania del Somni) de la poeta romanesa Carolina Ilica (Taghyān al-Hulm, Líban). El seu antología de poesia romanesa traduïda a l'àrab, "Kāna jağibu" (Caldria ser) ha estat guardonada amb el premi de la Unió dels Escriptors de l'Iraq.
George Grigore no va confinar la seva activitat pedagógica als cursos sostinguts en la Universitat de Bucarest, sinó va escriure diversos llibres amb l'objectivo principal d'oferir als estudiants i, igualment, a tots els aficionats de l'àrab, un instrument pràctic per a l'aprenentatge la llengua (diccionaris, una guia de conversa, un manual de l'ortografia i cal·ligrafia).
George Grigore va publicar estudis sobre l'Alcorà i l'islam, així com sobre els dialectes àrabs (especialment sobre els dialectes de Bagdad i de Mardin). A més dels estudis àrabs, va emprendre investigacions en estudis kurds.

## Afiliacions
- Membre de l'Associació Internacional de Dialectología Àrab
- Membre de l'Associació Romanesa d'Estudis Religiosos
- Membre de la Unió dels Escriptors de Romania
- Membre honorífic de la Unió dels Escriptors Iraquianos
- Membre del Centre d'Estudis Àrabs, Universitat de Bucarest

## Obres i traduccions publicades (selecció)
- Poveşti irakiene (Contes iraquianos), Coresi, 1993.
- Slujitorii Diavolului; Cartea Neagră, Cartea Dezvăluirii (Els siervos del diable. El Llibre Negre, El Llibre de la Revelació), Călin, 1994.
- Poporul kurd - file d'istorie (El poble kurd. Pàgines d'història), Interprint, 1997.
- Problematica traducerii Coranului in limba română (La problematica de la traducció al romanès de l'Alcorà), Ararat, 1997.
- Dicţionar arab-roman (Diccionari Àrab-Romanès), Teora, 1998.
- Coranul (L'Alcorà), Kriterion, 2000; 2002; Herald, 2005.
- Al-Ghazali, Firida luminilor (El lloc de les llums), Kriterion, 2001.
- Ibn Tufayl, Hayy bin Yaqzan, Kriterion, 2001.
- Ibn Ruşd, Cuvânt hotărâtor (Averroes - La paraula decisiva), Kriterion, 2001.
- Badiuzzaman Nursi, Cuvinte (Paraules), Nesıl Yayınları, Istanbul, 2002.
- Ibn Arabi, Geneza cercurilor [La Génesis dels cercles], Kriterion, 2003.
- Coranul (L'Alcorà - una edició bilingüe, romanès-àrab), Çağrı Yayınları, Istanbul, 2003.
- Ochiul lăuntric – perspective islamice asupra divinităţii (L'ull interior. Perspectives islàmiques sobre la divinidad), Herald, 2005.
- L'arabe parlé à Mardin. Monographie d'un parler arabe "périphérique", (L'àrab parlat en Mardin. Monografía d'una varietat d'àrab "perifèrica") Casa Editorial de la Universitat de Bucarest, 2007